# Беверли Хилс
Беверли Хилс (енгл. Beverly Hills) град је у америчкој савезној држави Калифорнија у западном делу округа Лос Анђелес. По попису становништва из 2020. у њему је живело 32.701 становника. Беверли Хилс заједно са Бел Ером и брдима Холмби формира „Платинасти троугао“ или део града који је насељен богатим становништвом.
Град је познат по серији Беверли Хилс, 90210.

## Демографија
Према попису становништва из 2010. у граду је живело 34.109 становника, што је 325 (1,0%) становника више него 2000. године.
|                   | 2010.           | 2000.           |
| Укупно            | 34 109 (100,0%) | 33 784 (100,0%) |
| Белци             | 26 794 (78,55%) | 27 717 (82,04%) |
| Азијати           | 3 032 (8,889%)  | 2 383 (7,054%)  |
| Хиспаноамериканци | 1 941 (5,691%)  | 1 565 (4,632%)  |
| Остали            | 1 596 (4,679%)  | 1 522 (4,505%)  |
| Афроамериканци    | 746 (2,187%)    | 597 (1,767%)    |

## Међународна сарадња
- Кувајт
- Акапулко
- Кан
- Херцлија